# گیفو ۶۷۲۰
سیارک ۶۷۲۰ (به انگلیسی: 6720 Gifu، نامگذاری:1990VP2) شش هزار و هفتصد و بیستمین سیارک کشف شده‌است که در ۱۱ نوامبر ۱۹۹۰ کشف شد.
قدر مطلق سیارک برابر ۱۱٫۵۰ است.